# Mischungsrechnung
Mischungsrechnung ist ein mathematischer Begriff der elementaren Algebra, der im Übergangsfeld zwischen Bruchrechnung und Prozentrechnung angesiedelt ist. Die Mischungsrechnung beruht wesentlich auf einer allgemeinen mathematischen Formel, mit der für einen gegebenen Stoff dessen prozentualer Anteil an einem Stoffgemisch in Form eines gewichteten arithmetischen Mittels berechnet werden kann.

## Allgemeine Formel
Gegeben seien eine natürliche Zahl {\displaystyle n\geq 2} und dazu {\displaystyle n} Stoffe  {\displaystyle S_{1},S_{2},\ldots ,S_{n}} sowie ein weiterer Stoff {\displaystyle R}. Für {\displaystyle j=1,2,\ldots ,n} liege jeder der Stoffe {\displaystyle S_{j}} mit {\displaystyle m_{j}>0} Mengeneinheiten vor, wobei {\displaystyle R} in {\displaystyle S_{j}} mit einem Prozentsatz {\displaystyle p_{j}\geq 0} enthalten sein soll. Werden nun diese {\displaystyle n} Stoffe gemischt, so ist in dem so gegebene Stoffgemisch der Stoff {\displaystyle R} mit einem Prozentsatz {\displaystyle p\geq 0} enthalten.
Dafür gilt:
{\displaystyle p={\frac {m_{1}p_{1}+m_{2}p_{2}+\cdots +m_{n}p_{n}}{m_{1}+m_{2}+\cdots +m_{n}}}=\sum _{k=1}^{n}{{\frac {m_{k}}{\sum _{j=1}^{n}{m_{j}}}}\cdot p_{k}}}  .

### Der Hauptfall n = 2
Für {\displaystyle n=2} hat man die beiden Stoffe {\displaystyle S_{1}} und {\displaystyle S_{2}} mit den Mengeneinheiten {\displaystyle m_{1}>0} bzw. {\displaystyle m_{2}>0}, die den weiteren Stoff {\displaystyle R} zu {\displaystyle p_{1}\%} bzw. {\displaystyle p_{2}\%} enthalten. Hier gilt dann die einfache Formel
{\displaystyle p={\frac {m_{1}p_{1}+m_{2}p_{2}}{m_{1}+m_{2}}}}  .

## Verwandte Formel: Berechnung Durchschnittspreis
Für die Berechnung eines Durchschnittspreises gibt es eine ganz gleichartige Formel. Diese betrifft eine Ware, die in {\displaystyle n} unterschiedlichen  Mengeneinheiten {\displaystyle M_{1},M_{2},\ldots ,M_{n}} eingekauft wird, wobei {\displaystyle P_{1},P_{2},\ldots ,P_{n}} die {\displaystyle n} zugehörigen (und in der Regel unterschiedlichen) Preise je Mengeneinheit sein sollen.
Dann gilt für den Durchschnittspreis {\displaystyle P}
die folgende Formel:

{\displaystyle P={\frac {M_{1}P_{1}+M_{2}P_{2}+\cdots +M_{n}P_{n}}{M_{1}+M_{2}+\cdots +M_{n}}}}  .